# Chaetonotus dispar
Chaetonotus dispar är en djurart som tillhör fylumet bukhårsdjur, och som beskrevs av Wilke 1954. Chaetonotus dispar ingår i släktet Chaetonotus och familjen Chaetonotidae. Arten är reproducerande i Sverige. Inga underarter finns listade i Catalogue of Life.